# San Román de la Cuba
San Román de la Cuba è un comune spagnolo di 107 abitanti situato nella comunità autonoma di Castiglia e León.